# 烈性毒藥

《烈性毒藥》（英語：Strong Poison）是多萝西·L·塞耶斯1930年創作的一部偵探推理小説，這是她的第五部以彼得·溫西勛爵（Lord Peter Wimsey）為主角的偵探小説，也是女主角哈莉特·維恩第一次出現在她的偵探小説中。

## 故事梗概
故事開篇是神秘主義作家哈莉特·維恩（Harriet Vane）因涉嫌謀殺她以前的情人菲利普·博伊斯（Phillip Boyes）受到法庭審判。博伊斯也是一個作家，他是一個無神論和無政府主義者，主張自由戀愛，公開宣稱不贊成婚姻。他以此説服了并不十分情願的哈莉特與他同居。但是一年之後，他卻向她求婚，然而哈莉特感到受到了欺騙，氣憤之下與他中斷了關係。但是分手之後，這對前情侶還偶爾見面。
博伊斯從北威爾士度假歸來時，身體健康狀況良好。他與他的律師表弟諾曼·厄克特（Norman Urquhart）共進了晚餐。飯餐之後，菲利普去了哈莉特的公寓和她商榷試圖回復關係，在那裏他喝了一杯送過來的咖啡。當天晚上，他明顯因爲胃炎急性發作而突然死去。後來懷疑是被下了毒藥，經過驗尸發現博伊斯死於急性砷中毒。而博伊斯除了與他表弟用晚餐和哈莉特送來的咖啡，當晚并沒有餐飲其他東西。庭審中的證據表明，一個被認爲是哈莉特的同一個女人分別以不同的假名兩次購買過毒藥，哈里特解釋說，她當時正在構思一部寫偵探小説，故事情節涉及到了毒藥謀殺，她買毒藥的目的是爲了對毒性做測試。但法庭認爲，在這期間，哈莉特與博伊斯見面三次，每次見面之後，博伊斯都出現了胃病發作。所以控方認爲這不是巧合。法庭出示了博伊斯寫給哈莉特最後一封信，信中寫道：“自從和你分手之後，我的生活一團糟，爲了散心不得不出門旅行。但是，再出發之前，我還是想和你商談希望得到你的理解，如果這次還是無法得到你的響應，我會付之一笑。”但是辯方律師認爲這不排除博伊斯會選擇自殺。
彼得·溫西勛爵從報刊新聞中得知了這件事，引起了他的關注並旁聽了法庭審判。庭審結果，關於被告是否要被定罪，陪審團表示無法達成一致意見。法官只好下令解散陪審團，另組陪審團重申此案。在休庭期間，他來到監獄探望哈莉特，他確信哈莉特是無辜的，他向哈莉特承諾要抓住真正的凶手，并且向她表示了愛意，但是哈莉特禮貌地回絕了他。
在重新開庭之前，彼得·溫西勛爵抓緊時間開始了斷案分析。首先，他探討了博伊斯自殺的可能性。但溫西的朋友、探長查爾斯·帕克（Charles Parker）根據博伊斯心理狀態，認爲因與哈莉特的關係破裂而選擇自殺的可能性不大。而長期臥病在床的兩個人的姨祖母羅莎娜·韋伯恩（Rosanna Wrayburn）的富有財產是謀殺動機。
溫西通過文秘代理公司的老闆克里普森（Climpson）小姐去委托曾經作爲出席庭審的辯護律師之一的瓊·莫奇森（Joan Murchison）小姐以文秘身份，作爲臥底去調查内幕。而克里普森（Climpson）小姐得知羅莎娜·韋伯恩的看護人莫爾森小姐對靈界異常着迷之後，便假扮靈驗大師從莫爾森小姐套取了放在保險櫃的遺囑，并將它郵寄給厄克特律師処。之後，經過作爲臥底的瓊·莫奇森的瞭解，得知羅莎娜·韋伯恩的遺囑將博伊斯寫爲主要財產受益人。瓊·莫奇森還發現了一包藏匿的砒霜和厄克特自己的頭髮、指甲顏色變化的記錄，另外又發現了厄克特濫用他作爲羅莎娜的律師地位，將她的投資資金挪用到股票市場結果賠了錢。以此而判斷，一旦羅莎娜去世，遺囑公開，厄克特的欺詐行爲就不可避免地敗露。但是，博伊斯並不知道遺囑的内容，因此厄克特認爲，只要博伊斯死在羅莎娜之前，那麽就沒有人可以質疑他是惟一繼承財產的人，他的欺詐行爲也不會曝光。
溫西在閲讀了愛德華·豪斯曼的詩集《什罗普郡少年》之後，從中獲得了啓發，詩人將嚴肅的詩歌比喻成爲希臘本都王國米特里達梯六世的自我免疫的毒藥。米特里達梯六世害怕被人下毒，爲此，他平常攝入微量的毒藥，以達到對毒藥產生免疫的作用。溫西相信厄克特也采用了相同手法，由於蓄謀已久，他長期服用小劑量的毒藥，爲自己的身體建立免疫力。在法庭第一天開庭審理中，法官提到了那天晚上的其他几道菜都是經厨師之手，而最後一道菜的甜煎蛋沒有經厨師，是厄克特在餐桌直接動手調製。溫西由此斷定厄克特借此將摻入砒霜的甜醬塗抹在煎蛋上，雖然兩人共用下了砒霜的煎蛋，但是厄克特有了免疫力而安然無恙。於是，作爲第三人在場作證，溫西邀請厄克特上門做客，並安排了探長查爾斯暗中監聽，通過掌握的證據，獲得了使厄克特承認自己依據醫生開出的配方服用了少量毒藥的親口供詞。
在重新開庭之後，法官根據溫西和探長查爾斯提供的新證據，當庭宣佈哈莉特無罪獲釋。

## 電視連續劇
1987年英國廣播公司（BBC）將該小説拍攝為三集電視連續劇。
- YouTube頻道第一集 （页面存档备份，存于）
- YouTube頻道第二集 （页面存档备份，存于）
- YouTube頻道第三集 （页面存档备份，存于）